# Mio Shinozaki
Mio Shinozaki (篠崎澪?, Shinozaki Mio; Kanagawa, 12 settembre 1991) è una cestista giapponese.

## Carriera
Con il Giappone ha disputato i Campionati asiatici del 2015.